# Зырянов, Венедикт Ермилович
Венедикт Ермилович Зырянов ( 2 (14) марта 1898, с. Николаевка Петропавловского района Алтайского края — 17 июня 1963, Москва) — русский советский писатель.

## Биография
Участник гражданской войны в Сибири. В 1920 году вступил в РКП(б).
Учился в московском институт востоковедения. Затем на партийной работе. Работал секретарём парторганизации трикотажной фабрики «Красная заря» в Москве. В период коллективизации в СССР в 30—х годах XX века был направлен на работу в Казахстан, трудился в должности директора совхоза.
С 1925 года занимался литературным трудом, член Союза писателей с 1934.
Во время войны в ополчении, позже рядовой стрелковой дивизии на Западном фронте.

## Творчество
Первая публикация В. Зырянова в 1925 году — повесть «Кровяная земля». Написанный им в 1929 году очерк «Цветы фабричные», был замечен Максимом Горьким, давшим положительную оценку литературному труду молодого писателя.
Основная тема произведений В. Зырянова - пережитые им лично события периода гражданской войны, партизанского движения на Алтае, трудовые будни крестьян в степи.

## Избранные произведения
- Кровяная земля — повесть (1925)
- Красный беркут — повесть (1930)
- Большевики в степи (1932)
- Карасан, или Повесть о чёрной болезни — повесть (1936)
- Партизаны — повесть (1937)
- Бискунак — рассказ (1938)
- Освобождение — повести и рассказы (1939)

Будучи ответственным секретарём группкома — профсоюзной организации Гослитиздата в 1940 году, В. Зырянов в меру своих сил способствовал Марине Цветаевой в публикации её произведений и переводов.
Также благосклонно относящаяся к Цветаевой руководитель творческой комиссии групкома Гослитиздата Яковлева писала:

Я лично без помощи и горячего участия в судьбе Марины Ивановны ответственного секретаря групкома тов. Зырянова, разумеется, ничего для неё сделать не могла бы, честь и слава тов. Зырянову, простому человеку, честному партийцу, который в те годы, когда Цветаева была в общественном смысле на положении какого-то парии, отщепенца, не побоялся прийти к ней на помощь, приютить её в групкоме, приветить, исхлопотать для неё в Гослитиздате работу по переводам, а стало быть, материальную поддержку— М. Белкина. «Скрещение судеб»
.